# Werner Bärtschi-Rochaix
Werner Bärtschi-Rochaix (* 9. Januar 1911 in Bern; † 1994) war ein Schweizer Neurologe.

## Leben
Werner Bärtschi-Rochaix studierte Medizin und wurde 1937 an der Universität Bern promoviert. Er betrieb eine neurologische Praxis in Bern, wo er als einer der ersten in der Schweiz ein Elektroenzephalografie-Gerät einsetzte. Seine Frau Fanny Bärtschi-Rochaix war Rheumatologin. In den gemeinsamen Praxisräumen an der Sulgeneckstrasse wurde am 30. Oktober 1948 die Schweizerische Arbeitsgemeinschaft für Elektroencephalographie (später Schweizerische Gesellschaft für klinische Neurophysiologie) gegründet.
1949 wurde Werner Bärtschi-Rochaix von der Universität Bern für Neurologie habilitiert. Von 1953 bis Anfang 1956 leitete er nebenamtlich das EEG-Labor am Inselspital. Anschliessend war er als Professor an der Universität Alexandria in Ägypten tätig.
Von 1963 bis 1966 war Bärtschi-Rochaix Präsident der Schweizerischen Neurologischen Gesellschaft.

## Bärtschi-Rochaix-Syndrom
Nach Werner Bärtschi-Rochaix ist das Bärtschi-Rochaix-Syndrom benannt, das «aus Kopfschmerzen, Parästhesien, Taubheit, Kälte des ipsilateralen Armes, Sehstörungen (Skotome), Nackensteifheit, Schmerzen bei Druck der Halswirbelsäule, Schwindel, Benommenheit, vermindertes Hörvermögen, Tinnitus und eventuell Schwindel bestehen kann. Mögliche gastrointestinale Symptome sind Übelkeit, Erbrechen, Durchfall mit unberechenbarem [?] Verlauf. Zu den auslösenden Faktoren zählen emotionale Anspannung sowie Rotation oder Extension des Kopfes, meist [?] aufgrund traumatischer Hirnarterienkompression». Das Symptom steht in engem Zusammenhang mit dem Barré-Lieou-Syndrom, benannt nach dem französischen Neurologen Jean-Alexandre Barré (1880–1967).

## Schriften (Auswahl)
Als Autor:
- Die Stellung des Kindes im Wahnsystem der Mutter. In: Zeitschrift für die gesamte Neurologie und Psychiatrie. Bd. 159, H. 1 (Dezember 1937), S. 746–760, doi:10.1007/BF02870695 (Dissertation, Universität Bern, 1937).
- mit Helmut Hermann Weber: Die Sauerstoff-Myelographie (Ueberdruckmethode). In: Schweizerische Medizinische Wochenschrift. Bd. 74 (1944), H. 37.
- Migraine cervicale: Das encephale Syndrom nach Halswirbeltrauma. Huber, Bern 1949 (Habilitationsschrift, Universität Bern, 1949).
- Einführung in die Neurologische Diagnostik. Reinhardt, München/Basel 1952.
- A propos du syndrome de l’artère cérébrale antérieure Contribution à la sémiologie topographique. In: Confinia Neurologica. Bd. 14 (1954), S. 175–179, doi:10.1159/000105707.
- mit Hans Martin Sutermeister: Zur Pathophysiologie des Lachens, zugleich ein Beitrag über licht-aktivierte Lachanfälle. In: Confinia Neurologica. Bd. 15 (1955), H. 1, S. 10–32, doi:10.1159/000105337.
- The Electro-Encephalogram (EEG) in Migraine and the Influence of Histamine, Hydergine and Lumbar Puncture on the EEG of Migrainous and Non-Migrainous Patients. International Archives of Allergy and Immunology. Bd. 7 (1955), H. 4–6, S. 381–400, doi:10.1159/000228242.
- Multiple Sklerose im Wallis. Eine epidemiologische Studie. Huber, Bern 1977.

Als Herausgeber:
- Der Schmerz. Eine Sammlung von Vorträgen aus dem 2. Tageskurs „Neurologie des praktischen Arztes“. Basel: Sandoz, 1959.
- Der Kopfschmerz. Basel: Sandoz, 1966.